# Dmitri Sergejewitsch Kagarlizki
Dmitri Sergejewitsch Kagarlizki (russisch Дмитрий Сергеевич Кагарлицкий; * 1. August 1989 in Tscherepowez, Russische SFSR) ist ein russischer Eishockeyspieler, der seit Mai 2021 beim Ak Bars Kasan aus der Kontinentalen Hockey-Liga unter Vertrag steht und dort auf der Position des linken Flügelstürmers spielt.

## Karriere
Dmitri Kagarlizki begann seine Karriere als Eishockeyspieler in seiner Heimatstadt in der Nachwuchsabteilung von Sewerstal Tscherepowez, für dessen zweite Mannschaft er in der Saison 2005/06 in der drittklassigen Perwaja Liga aktiv war. Anschließend spielte er zwei Jahre lang für die zweite Mannschaft von Chimik Moskowskaja Oblast in der Perwaja Liga sowie für dessen Profimannschaft in der Superliga. Von 2008 bis 2010 lief er für die mittlerweile in Atlant Mytischtschi umbenannte Mannschaft in vier punkt- und straflosen Spielen in der neu gegründeten Kontinentalen Hockey-Liga auf. Hauptsächlich spielte er in diesem Zeitraum jedoch für den HK Rjasan und Titan Klin als Leihspieler in der Wysschaja Liga, der zweiten russischen Spielklasse, auf sowie in der Saison 2009/10 für Atlants Juniorenmannschaft in der multinationalen Nachwuchsliga Molodjoschnaja Chokkeinaja Liga.
Die Saison 2010/11 verbrachte Kagarlizki beim Krylja Sowetow Moskau aus der neuen zweiten russischen Spielklasse, der Wysschaja Hockey-Liga. Zudem stand er in acht Spielen für deren Juniorenteam MHK Krylja in der MHL auf dem Eis. Zur Saison 2011/12 wurde er vom KHL-Teilnehmer Metallurg Nowokusnezk verpflichtet. Im Januar 2013 wurde Kagarlizki zusammen mit Randy Robitaille an den HK Donbass Donezk abgegeben, nachdem Metallurg keine Chance mehr auf das Erreichen der Play-offs hatte.
Nach der Saison 2013/14 zog sich Donbass Donezk vom Spielbetrieb der KHL zurück und Kagarlizki wechselte zunächst zu Awtomobilist Jekaterinburg, ehe er im August 2014 von Awtomobilist an Sewerstal Tscherepowez abgegeben wurde. Bei seinem Heimatverein gehörte er in den folgenden Jahren stets zu den Leistungsträgern und wurde jährlich für das KHL All-Star Game nominiert. In der Saison 2017/18 wurde er zudem in das All-Star-Team der KHL berufen. Im Mai 2018 lief sein Vertrag bei Sewerstal aus und Kagarlizki entschied sich für einen Einjahresvertrag beim HK Dynamo Moskau. Bei Dynamo konnte er seine Punkteausbeute noch einmal deutlich auf 68 Scorerpunkte in insgesamt 72 Partien steigern. Dies machte ihn erneut für die Top-Klubs der KHL interessant, so dass er einen Vertrag beim SKA Sankt Petersburg unterschrieb. Ein Jahr später kehrte er im Sommer 2020 zu Dynamo Moskau zurück.

### International
Für Russland nahm Kagarlizki an der U18-Junioren-Weltmeisterschaft 2007 teil, bei der er mit seiner Mannschaft Weltmeister wurde. Zu diesem Erfolg trug er mit je einem Tor und einer Vorlage in sieben Spielen bei.

## Erfolge und Auszeichnungen
| - 2013 Teilnahme am KHL All-Star Game - 2015 Teilnahme am KHL All-Star Game - 2016 Teilnahme am KHL All-Star Game - 2017 Teilnahme am KHL All-Star Game | - 2018 Teilnahme am KHL All-Star Game - 2018 KHL First All-Star Team - 2019 Teilnahme am KHL All-Star Game |

### International
- 2007 Goldmedaille bei der U18-Junioren-Weltmeisterschaft

## KHL-Statistik
(Stand: Ende der Saison 2019/20)